# Thracides
Thracides là một chi bướm ngày thuộc họ Bướm nâu.